# Thizay (Indre)
Thizay – miejscowość i gmina we Francji, w Regionie Centralnym, w departamencie Indre.
Według danych na rok 1990 gminę zamieszkiwało 220 osób, a gęstość zaludnienia wynosiła 13 osób/km² (wśród 1842 gmin Centre, Thizay plasuje się na 920. miejscu pod względem liczby ludności, natomiast pod względem powierzchni na miejscu 794.).